# (34892) Evapalisa
(34892) Evapalisa est un astéroïde de la ceinture principale.

## Description
(34892) Evapalisa est un astéroïde de la ceinture principale. Il fut découvert le 15 novembre 2001 à Uccle par Henri Debehogne et Eric Walter Elst. Il présente une orbite caractérisée par un demi-grand axe de 2,57 UA, une excentricité de 0,28 et une inclinaison de 5,2° par rapport à l'écliptique.

## Compléments